# Uzelle
Uzelle – miejscowość i gmina we Francji, w regionie Burgundia-Franche-Comté, w departamencie Doubs.
Według danych na rok 1990 gminę zamieszkiwały 182 osoby, a gęstość zaludnienia wynosiła 15 osób/km² (wśród 1786 gmin Franche-Comté Uzelle plasuje się na 562. miejscu pod względem liczby ludności, natomiast pod względem powierzchni na miejscu 325.).